# Jogos Mundiais de Praia
Os Jogos Mundiais de Praia da ACON, conhecidos simplesmente como Jogos Mundiais de Praia, são um evento multiesportivo internacional organizado pela Associação dos Comitês Olímpicos Nacionais (ACON). Os jogos foram pensados para serem realizados bienalmente em anos ímpares. Seu foco são os esportes aquáticos e de praia não olímpicos e seu principal público-alvo é a faixa etária entre 15 a 35 anos. Foi realizado pela primeira vez em 2019 em Doha, no Catar.

## História
Os Jogos Mundiais de Praia foram anunciados inicialmente como um projeto conjunto entre a ACON e a SportAccord em outubro de 2013. O projeto se inspirava no sucesso dos Jogos Asiáticos de Praia, realizados pela primeira vez cinco anos antes. Os planos originais concebiam os Jogos como um evento de 20 a 25 modalidades, que atrairiam cerca de 5.000 atletas de todos os 206 Comitês Olímpicos Nacionais (CONs) a um custo de US$ 135 milhões e ocorreria a cada dois anos. O conceito foi aprovado pela Assembleia Geral da ACON em Bangcoc, na Tailândia, em novembro de 2014.
No entanto, as relações entre a SportAccord e a ACON se deterioraram rapidamente e aquela anunciou unilateralmente em abril de 2015 que Sochi, na Rússia, sediaria a primeira edição dos Jogos, muito provavelmente sem qualquer envolvimento da ACON. Esta, por sua vez, revelou os planos para sua própria versão independente dos Jogos. Pouco depois, o projeto da SportAccord ruiu, deixando a ACON como a única organização à frente dos Jogos. O processo de candidatura foi aberto em julho.
Em outubro de 2015, San Diego, nos Estados Unidos, foi escolhida sede da edição inaugural na reunião da Assembleia Geral da ACON em Washington, programada para acontecer em 2017. Em agosto de 2016, porém, o evento foi adiado por dois anos, até 2019; a justificativa oficial a de permitir que as partes envolvidas realizassem "o melhor evento possível" e dar aos CONs o "período ideal para preparar seus atletas". A abrangência do evento foi substancialmente reduzida para a nova data, que passaria a contar com cerca de 15 modalidades e a participação de muito menos atletas e CONs, por um custo drasticamente reduzido de US$ 40 milhões. Porém, em maio de 2019, apenas cinco meses antes do início previsto, o evento foi retirado de San Diego. O comitê organizador local (COL) não conseguiu levantar o capital necessário para organizar os Jogos. Em poucas semanas, o evento foi transferido para Doha, no Catar, depois da assinatura de acordo com o governo do Catar para garantir o financiamento. Isto deu a Doha apenas quatro meses para se preparar para os Jogos. Apesar do prazo curto, a primeira edição dos Jogos foi finalmente realizada em outubro. A Espanha terminou no topo do quadro de medalhas, seguida pelo Brasil em segundo, e Itália e Estados Unidos empatados em terceiro. O país-sede terminou com uma medalha de prata. A ACON declarou que o evento foi um sucesso.
As cadidaturas para a segunda edição dos Jogos, a ser realizada em 2021, foram abertas em janeiro de 2020. No entanto, em maio de 2020, após o início e os efeitos subsequentes da pandemia de COVID-19, a ACON tomou a decisão de adiar os Jogos para 2023. A cidade-sede (Bali, na Indonésia) foi escolhida em junho de 2022. No entanto, em julho de 2023, menos de um mês antes do início dos Jogos, o evento foi cancelado devido à desistência da Indonésia com pouca antecedência, aparentemente devido à não liberação dos recursos necessários por parte do governo.

## Lista de Jogos Mundiais de Praia
| Edição | Ano  | Cidade  | País      | Data de início | Data de fim   | Países        | Atletas       | Esportes  | Eventos   | Maior medalhista | Ref.   |
| ------ | ---- | ------- | --------- | -------------- | ------------- | ------------- | ------------- | --------- | --------- | ---------------- | ------ |
| I      | 2019 | Doha    | Catar     | 12 de outubro  | 16 de outubro | 97            | 1.237         | 13        | 36        | ESP Espanha      | [ 22 ] |
| II     | 2023 | Bali    | Indonésia | 5 de agosto    | 12 de agosto  | Cancelado     | Cancelado     | Cancelado | Cancelado | Cancelado        | [ 23 ] |
| III    | 2025 | Đà Nẵng | Vietnã    | 1º de novembro | 9 de novembro | Evento futuro | Evento futuro |           |           |                  | [ 24 ] |
| IV     | 2027 |         |           |                |               | Evento futuro | Evento futuro |           |           |                  | [ 25 ] |